# Labbra di lurido blu
Labbra di lurido blu è un film del 1975 diretto da Giulio Petroni con Lisa Gastoni e Corrado Pani.

## Trama
Traumatizzati, quand'erano bambini, lei dalle effusioni erotiche dei genitori, lui da una repellente esperienza d'iniziazione sessuale, voluta dai padri, Elli è diventata ninfomane, Marco omosessuale. Forse per trovare insieme una via d'uscita dai loro orientamenti, forse per sostenersi a vicenda, i due si sposano. Il matrimonio, però, non risolve i loro problemi, né facilita, così, l'inaspettato ritorno di George, l'antiquario inglese già "amico" di Marco, che ora lotta per strapparlo a Elli. Sfumato, per la donna, l'incontro con un solitario scrittore che avrebbe potuto guarirla; respinta, da Marco, un'ultima possibilità di salvezza, scoppia la tragedia: il professore uccide la ragazza che l'ama e si getta poi da una torre, sotto gli occhi di Elli e di George.

## Produzione
La scena più torrida, raffigurante Lisa Gastoni in un atto consumato, sul biliardo, con più uomini, venne girata al Bar dal Comoda di Ponte della Pietra a Perugia, presidiato dalla Municipale per la massa di gente che accorreva regolarmente, spinta da curiosità morbosa. Il titolare del bar riferì che, in quelle due settimane di riprese, guadagnò “somme che all’epoca ci sognavamo”.

## Distribuzione
Il film, a lungo di difficile reperibilità, è stato distribuito in DVD nel marzo 2015 dalla Cecchi Gori Home Video.